# Tahsin Yazıcı
Pour les articles homonymes, voir Yazıcı.
Tahsin Yazıcı (né en 1892 à Monastir dans l'Empire ottoman, aujourd'hui en Macédoine et mort le 11 février 1971 en Turquie) est un officier de l'armée ottomane puis un général et homme politique turc.

## Biographie
Il fit ses études à l'Académie militaire turque (Kara Harp Okulu) et participa durant la Première Guerre mondiale à Gallipoli, où il fut promu au rang de lieutenant le 1er mars 1916. Il servit par la suite durant la guerre d'indépendance turque, où il sera promu au rang de capitaine le 10 octobre 1920.
En 1925, Yazıcı participe à la répression de la rébellion des Kurdes à Diyarbakır et à Mardin dans l'Anatolie du sud-est. En 1937, il dirige l'école de cavalerie (ayant passé un an en France auparavant pour apprendre les tactiques de cavalerie). Il est promu au rang de lieutenant-colonel le 30 août 1938 et de colonel le 30 août 1943.
Durant la guerre de Corée, il commande la brigade turque et sauve les Américains à la bataille de Wawon, en novembre 1950, en empêchant l'effondrement du flanc droit de la 8e armée à la suite des contre-attaques chinoises.
Il prend sa retraite en 1952 et devient membre du Parti démocrate, pour lequel il siège au Parlement en 1954. Après le coup d'État militaire de 1960, son parti est déclaré illégal et il passe cinq ans en prison avant d'être libéré.